# Gambusia aestiputeus
Gambusia aestiputeus é uma espécie de peixe da família Poeciliidae.
É endémica de Colômbia.